# Abbazia di Saint-Riquier
L'abbazia di Saint-Riquier è un complesso architettonico ubicato a Saint-Riquier (località nota in antico col nome romano di Centula, francesizzato in Centule), nei pressi di Abbeville, nel nord della Francia.

## Storia

### Fondazione
L'abbazia originò probabilmente da una prima chiesa dedicata a Maria, edificata da san Ricario nel terzo decennio del VII secolo sulle proprietà di famiglia; la comunità che si sviluppò attorno a questo primo nucleo poté subito godere delle rendite delle terre circostanti, in seguito aumentate da ulteriori donazioni.
Non si conosce la regola monastica originariamente prescelta dal fondatore: è probabile che l'influenza dei suoi padri spirituali, morti a Centula secondo il cronista Hariulfo di Oudenbourg, orientasse Ricario verso la regola colombaniana e che solo in seguito la comunità abbia aderito alla regola benedettina dopo la riforma generale benedettina di Benedetto d'Aniane.
Del corso dei primi 150 anni di vita del monastero conosciamo solo poco più che i nomi degli abati, e la lista è probabilmente lacunosa: di Ociald ad esempio, designato dal fondatore, sappiamo solo che presiedette alla traslazione del corpo del santo dall'eremitaggio in cui si era relegato negli ultimi anni di vita, sino al monastero; il terzo abate, Cochin, era probabilmente anche abate di Jumièges, date le strette relazioni tra i due monasteri. Durante il governo di Gutmaire, nel 743, si tenne il concilio di Lestine, nella diocesi di Cambrai, in cui si impose a tutti i monasteri francesi la regola di san Benedetto.

### Sviluppo
Angilberto si può considerare il secondo fondatore del monastero: primicerio di Palazzo di Pipino appena designato re d'Italia, ambasciatore dell'imperatore presso i papi Adriano I e Leone III, fu uno degli uomini più influenti alla corte di Carlo Magno; insediatosi come abate-conte a Centula attorno al 790, Angilberto poté quindi contare su munifiche donazioni imperiali, quando ordinò grandi lavori di ampliamento, tra cui la ricostruzione della chiesa abbaziale, dedicandola al Salvatore e a san Ricario.
La chiesa abbaziale carolingia, oggi perduta, era costituita da un corpo basilicale a tre navate con un presbiterio quadrato delimitato da un'abside. In prossimità dell'ingresso e dello stesso presbiterio, si inserivano due transetti; ognuno era affiancato da una torre circolare (rispettivamente dedicate al Salvatore, l'occidentale, e a San Ricario, l'orientale) sormontata da una copertura conica e da una lanterna. Di fattura mirabile, ci narra Jean de La Chapelle sette secoli dopo, era il pavimento a mosaico del coro, in porfido verde e rosso.
Ricalcando l'impianto previsto dalla regola benedettina le costruzioni principali del monastero erano disposte su un vasto chiostro a triangolo, tra la chiesa abbaziale e altre due chiese - dedicate rispettivamente a Maria (Notre-Dame) e a san Benedetto da Norcia - agli angoli, ed unite in un solo corpo di fabbrica; tre oratori erano dedicati agli arcangeli e posti alle tre porte del monastero. Tutti gli edifici di servizio erano compresi nel perimetro, compreso un mulino alimentato dalle acque del torrente Scardon, per uno sviluppo stimato di circa 600 metri.
La dedicazione della chiesa abbaziale e della chiesa di san Benedetto avvenne il 1º gennaio 799, alla presenza di dodici vescovi; quella della chiesa di Notre-Dame fu attesa da quattro vescovi il giorno della Natività della Beata Vergine Maria dello stesso anno.

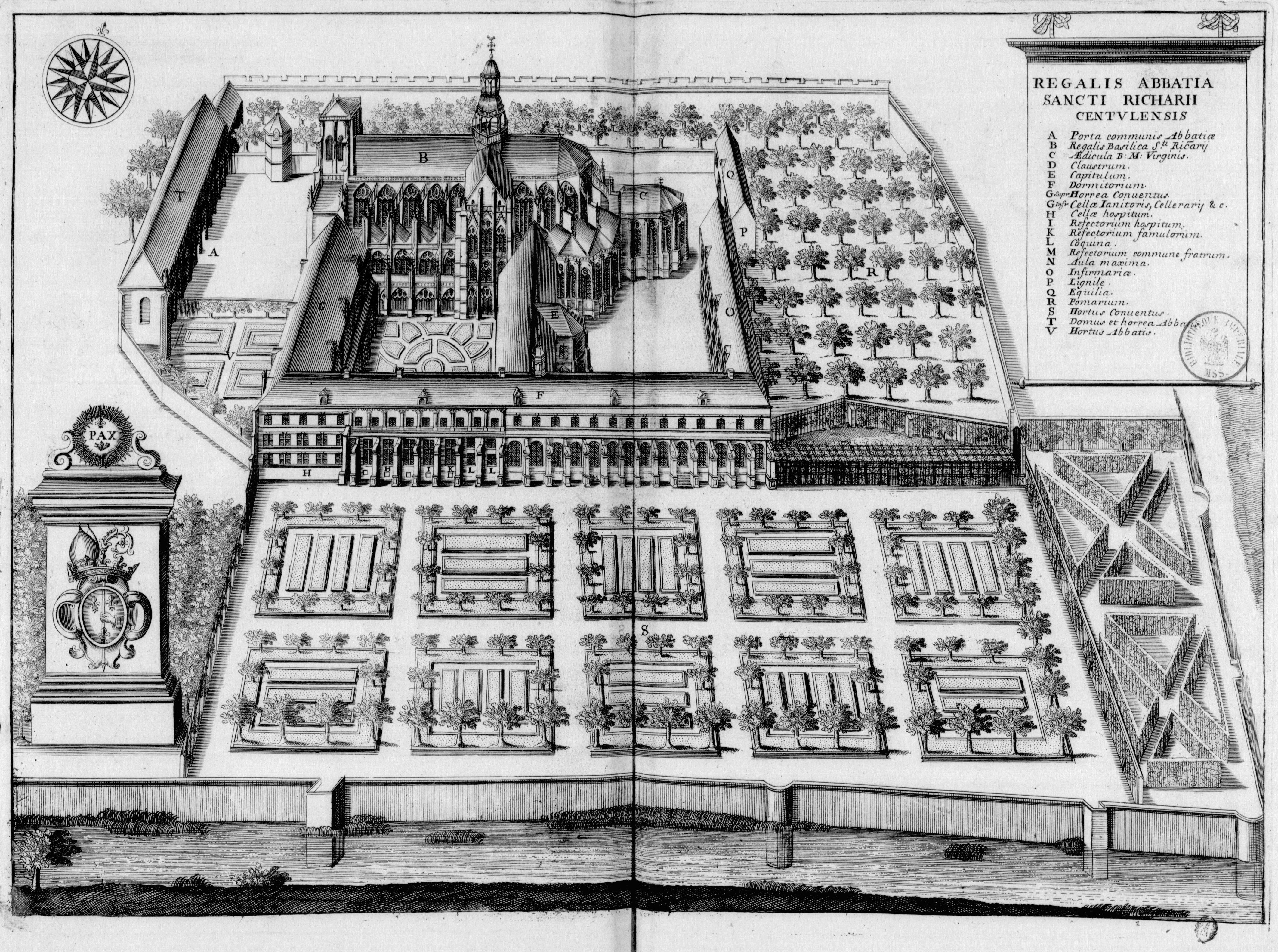
Una rappresentazione dell'abbazia dal Monasticon Gallicanum

### L'abbaziato di Angilberto
Da un inventario dei beni dell'abbazia stilato nell'831 su richiesta di Ludovico il Pio è possibile raffigurarsi le disponibilità economiche di questo primo periodo, già accresciute rispetto al resoconto che ne aveva fatto Angilberto trent'anni prima: vi sono elencati 30 casse-reliquiario decorate, tre leggii, 32 lampadari d'oro e argento, 6 lampade d'argento e 12 di rame decorate d'oro e argento, 13 croci d'oro e argento decorate con pietre preziose, 21 pomi d'altare in oro e argento, calici, patene, piatti, bacili, boccali, offertori in oro e argento, 8 incensieri d'argento decorati in oro, numerosi altri oggetti liturgici, un evangeliario scritto in oro, con piatti d'argento decorati in oro e pietre preziose, paramenti liturgici in seta e fili preziosi, casule, cappe, stole e dalmatiche, accessori liturgici, tappezzerie, tende.
L'impronta data da Angilberto alla vita liturgica rifletteva tale disponibilità di mezzi: per volere dell'abate il monastero avrebbe ospitato almeno 300 monaci, sotto la stretta osservanza della regola benedettina, e 100 bambini nella scuola, anch'essi sottoposti alla regola; tutti avrebbero partecipato a turno alla laus perennis nella chiesa abbaziale, e tale pratica si interruppe probabilmente solo con le invasioni normanne del secolo successivo.
Nell'anno 800 Carlo Magno, in visita sul litorale della Manica per approntare le difese contro i Normanni, fece sosta all'abbazia in occasione delle festività pasquali; qualche settimana dopo Angilberto accompagnò il sovrano al monastero di Tours, e di lì a Roma, a riportare l'ordine dopo l'attentato alla vita di Papa Leone III. In occasione dell'incoronazione di Carlo Magno a imperatore, Angilberto ottenne il privilegio della mitria e delle altre insegne pastorali, sottraendo così l'abbazia all'autorità del vescovo di Amiens e ponendola alle dirette dipendenze della Santa Sede; il priorato di Forest-Montiers, resosi probabilmente un po' troppo indipendente, fu inoltre ricondotto sotto l'autorità della casa madre.
Alla morte, nell'814, Angilberto lasciava una realtà non solo religiosa ma anche economica di grande avvenire: come in molte sedi di abbazia, grazie ai lavori intrapresi attorno al piccolo borgo di un tempo si insediarono artigiani, pellegrini, uomini di servizio, commercianti. Un documento rinvenuto da Jean Mabillon, e analizzato anche da Chateaubriand negli Études historiques, elenca i beni posseduti dall'abbazia al tempo dell'abate Eric, nell'831: nel villaggio e dintorni esistevano 2500 abitazioni, 13 forni e 4 mulini, tutte fonti di rendita in natura e in denaro; il mercato fruttava 40 soldi a settimana e 20 i diritti di pedaggio; la cura delle anime ricavava per le elemosine 500 soldi l'anno, le sepolture 100; le offerte per i matrimoni ammontavano a 20 lire d'argento, a 68 le ammende dei processi; le varie categorie artigiane versavano annualmente beni in quantità precostituita; le offerte dei pellegrini sulla tomba di san Ricario equivalevano a circa 300 libbre d'argento la settimana. Da parte sua l'abbazia nutriva giornalmente 300 poveri, 150 vedove, 60 chierici.

### L'invasione normanna
Nel periodo successivo l'abbazia continuò ad accrescersi all'ombra della protezione imperiale: il nono abate Hélisacar, nei fatti un abate commendatario, proveniva dalla corte, ove esercitava la funzione di notaio imperiale; il decimo abate, Ribbodon, era nipote di Carlo Magno e fu ucciso nell'844 in uno scontro fra le truppe di Pipino II di Aquitania e quelle di Carlo il Calvo.
Nell'845, sotto l'undicesimo abate, Luigi (figlio di Rotrude, quindi nipote di Carlo Magno e di Ludovico il Pio), iniziarono sulla costa settentrionale della Francia le incursioni dei Normanni, che minacciavano dalle foci dei fiumi i monasteri nei dintorni di Parigi: le notizie di distruzione provenienti da Jumièges, da Saint-Bertin, da Saint-Wandrille, dal porto di Quentovic, dal monastero di Port-le-Grand, indussero i monaci di Saint-Riquier a disperdersi portando con sé le reliquie e il tesoro; l'assenza non durò a lungo, e dopo tre settimane poterono fare solennemente ritorno.
Come molti abati laici dell'epoca anche Luigi si pose alla guida di truppe per combattere gli invasori, col fratellastro Goslino abate di Saint-Germain-des-Prés, ma durante una delle numerose incursioni i due vennero fatti prigionieri e per il loro rilascio fu pagato un enorme riscatto. Fu sotto l'abbaziato di Luigi che Pascasio Radberto si rifugiò a Centule dopo aver lasciato la guida di Corbie.
Le cronache situano all'859 una nuova scorreria normanna che costrinse i monaci a disperdersi: l'abbazia di Saint-Valery-sur-Somme era stata distrutta, e così Amiens, l'abbazia di Corbie, Noyon. Solo dopo sei mesi, in seguito alla ritirata normanna, Saint-Riquier tornò a essere abitata.
Nell'881, ai primi di febbraio, un'incursione normanna investì infine l'abbazia e la distrusse; solo dopo parecchi anni la vita monastica poté riprendervi, e la stessa cronotassi degli abati è incerta o perduta per oltre mezzo secolo.
Anche in seguito, sotto il governo di Gerardo (940-959), l'abbazia conobbe tempi bellicosi, quando le guerre tra i duchi di Borgogna e i re dei Franchi posero il Ponthieu, e Centula con esso, sotto il controllo di Arnolfo I di Fiandra, che lo aveva strappato al conte Herluin de Montreuil. Nuove distruzioni e saccheggi colpirono allora l'abbazia.

### La rinascita e il nuovo millennio
Col regno di Ugo Capeto, sul finire del X secolo, si aprirono tempi nuovi per l'abbazia: oltre a restituire le reliquie del fondatore depredate da Arnolfo, il sovrano volle porre a capo del monastero un uomo di provato valore; la scelta cadde su Ingélard di Corbie. Con la protezione reale, il nuovo abate diede mano alla ricostruzione dei chiostri e della cinta muraria, nonché alla restaurazione della regola e al recupero dei beni usurpati o sottratti. Le risorse non mancarono, e presto il numero dei monaci aumentò sensibilmente. Attorno al 985 anche il pontefice Giovanni XV, tramite una lettera indirizzata al conte Arnolfo II di Fiandra, al di lui figlio Baldovino e a Rozala d'Ivrea, pose d'autorità l'abbazia sotto la propria protezione, ingiungendo inoltre ai vescovi delle diocesi circonvicine di aiutare l'abate di Saint-Riquier nella rivendicazione dei propri diritti. Per chi rifiutava obbedienza era prevista la scomunica.
Sotto Ingélard anche la scuola monastica rifiorì, e a Centula si formò una generazione di capaci abati: Angilramno, che di Ingélard fu il successore, Guido e Hubert, abati di Forest-Montiers, Arnoul, abate di Saint-Josse, Gauthier, abate di Saint-Saulve a Montreuil.
Angilramno, detto "il saggio", crebbe nel monastero, dimostrando ben presto grande attitudine allo studio e alle lettere. Grazie al favore dell'abate Ingélard, poté lasciare l'abbazia e formarsi nelle arti liberali, diventando infine discepolo di uno dei maggiori studiosi del tempo, Fulberto di Chartres.
Rientrò a Saint-Riquier sul principio dell'XI secolo, non tardando a diffondere attorno a sé gli insegnamenti appresi: rinnovò la dotazione della biblioteca, che ancora non si era ripresa dalla distruzione normanna del IX secolo, copiando numerosi libri; la sua presenza alla guida della scuola abbaziale attirò un gran numero di giovani, rinnovando all'abbazia l'antica fama di centro di cultura. Fece parte, attorno al 1015, della corte che accompagnò in pellegrinaggio a Roma Roberto il Pio, impressionando il sovrano con la propria sapienza. Eletto abate, grazie al favore reale, poté continuare l'opera del proprio predecessore, riedificando e costruendo ex novo sia nell'abbazia che nel paese e nei dintorni, perseguendo la restituzione delle proprietà e dei benefici usurpati e guadagnandone di nuovi, e dotando il monastero di libri, oggetti sacri e ornamenti liturgici.

### Il XII e XIII secolo
Il XII secolo vide per il monastero un periodo di sviluppo e rinnovamento: dopo il crollo e il rifacimento della torre del Salvatore avvenuti sotto il discusso abbaziato di Gervin II, il successore di questi, Anscher, agì sia nel rinnovamento strutturale che spirituale del monastero costruendo nuove chiese e nuove mura, al servizio di una cittadina in piena espansione e che abbandonava in quegli anni il vecchio nome latino di Centula per adottare quello attuale.
Risale al 1126 il primo abbozzo di statuto stipulato fra l'abate e i cittadini di Saint-Riquier, e prima traccia scritta dell'organizzazione comunale cittadina; costituisce propriamente l'interpretazione di un concordato verbale di due anni prima, auspice Luigi VI di Francia, raggiunto come forma di concessione in seguito a una ribellione di cittadini, i cui rapporti con l'abbazia erano stati sino ad allora regolati dalla legge consuetudinaria stabilita a partire dai capitolari di Carlo Magno. Probabilmente era per primo Luigi VI ad avere interesse a che Saint-Riquier si costituisse in comune, per stabilire un caposaldo fedele alla monarchia, solo parzialmente soggetto alla signoria abbaziale, e non esposto alle mire dei vicini conti di Ponthieu.
Pochi anni dopo il paese e l'abbazia rimasero coinvolti in una delle numerose lotte che agitavano la Francia del XII secolo: Ugo III di Campdavaine, conte di Saint-Pol, dopo una serie di scorribande e saccheggi nei territori circostanti, pose il 21 agosto 1131 l'assedio al borgo di Saint-Riquier e infine il 28 agosto ne causò l'incendio (forse con l'impiego - narrano le cronache - di un'arma importata dall'Oriente, ossia il fuoco greco); l'abbazia non fu risparmiata con tutti i suoi edifici, la stessa chiesa abbaziale venne gravemente danneggiata, e numerose furono le vittime. Al concilio di Reims, convocato da papa Innocenzo II per il 18 ottobre del medesimo anno, l'abate Anscher de La Ferté portò il resoconto dell'accaduto, e come conseguenza Ugo di Campdavaine e i suoi fedeli vennero scomunicati, condannati a rifondere i danni causati a persone e cose, e a ricostruire la chiesa e il monastero. L'abate rifiutò tuttavia l'aiuto, per quanto riparatorio, di peccatori scomunicati, che dovettero impegnarsi invece a costruire un'abbazia dedicata alla Vergine Maria (la cistercense abbazia di Cercamps, fondata solo alcuni anni dopo) e a donare i propri beni ad altri monasteri. Anscher dedicò il resto della propria vita alla ricostruzione dell'abbazia, servendosi in gran parte dei beni e delle rendite del monastero, nonché dell'aiuto finanziario dei propri ricchi congiunti.
Sotto l'abbaziato di Riquier II (1170 circa-1176) l'abbazia perse temporaneamente la propria indipendenza risalente ai tempi di Carlo Magno: Riquier, già monaco a Corbie, fu imposto nella carica di abate dal vescovo di Amiens, cui giurò fedeltà e sottomissione all'atto dell'insediamento. I monaci di Saint-Riquier si appellarono a papa Alessandro III, il quale si schierò dalla loro parte e incaricò l'arcivescovo di Reims di accertare i fatti e prendere i dovuti provvedimenti; con bolla dell'agosto 1172 confermò gli antichi privilegi. Riquier si dimostrò comunque un abile amministratore, e seppe aumentare la ricchezza e lo splendore del monastero; forse anche per questi meriti nel 1176 fu chiamato a Roma e creato cardinale e vescovo di Santa Sabina.
Hugues de Chevincourt, 33º abate dal 1210 al 1236, dovette fronteggiare, come già i suoi predecessori, i cronici contrasti col vescovo di Amiens, contrasti i quali, nonostante papa Onorio III nel 1224 ribadisse la bolla di Alessandro III, si trascinarono per molti anni. In quello stesso periodo la proclamazione della quinta crociata fruttò agli enti ecclesiastici, tra cui Saint-Riquier, numerose acquisizioni di proprietà, alienate dai nobili in cerca di finanziamenti per l'impresa d'oltremare. L'accrescersi dei possedimenti portò con sé, nel groviglio giuridico dell'epoca, anche l'inasprirsi dei contrasti giurisdizionali con feudatari di vario lignaggio, comunità locali e altri monasteri. Sintomatiche dei nuovi fermenti sociali furono, a partire dalla metà del XIII secolo, le accese dispute giurisdizionali fra l'abbazia, espressione del vecchio potere feudale di matrice agraria, e l'autorità comunale, nella quale si scorgeva l'ascesa al potere della nascente borghesia cittadina.
Sotto l'abbaziato di Giles de Machemont (1257-1292) si intraprese la ricostruzione, con impianto gotico, della chiesa abbaziale distrutta nell'assedio di Ugo di Campdavaine oltre un secolo prima, mentre le crociate promosse da Luigi IX (la settima e l'ottava) portavano nuove proprietà e quindi nuove rendite alle casse dell'abbazia.

### Il XIV secolo e la guerra dei cent'anni
Il XIV secolo si aprì con nuove e prolungate lotte, anche violente, tra abbazia e comune, in una situazione che accomunava molte realtà della Francia dell'epoca, al tramonto del feudalesimo; il conflitto in corso tra Filippo il bello e il papato ebbe anch'esso riflessi anche sui rapporti tra l'abbazia, direttamente soggetta a Roma, e le diocesi circostanti, schierate come tutto il clero francese dalla parte del sovrano.
Durante l'abbaziato di Pierre des Allougenges (1343-1360) 
la guerra dei cent'anni iniziata nel 1337 coinvolse il Ponthieu e con esso l'abbazia: già nel 1343 gli inglesi fecero qualche incursione su Saint-Riquier; negli anni seguenti furono cacciati dal Ponthieu che Filippo VI aveva confiscato e di cui aveva infeudato Giacomo I di Borbone-La Marche. Nel 1346 Edoardo III d'Inghilterra sbarcò in Francia con un seguito di 40.000 uomini, e a Blanchetaque, a tentare di fermarlo al passaggio della Somme erano schierati anche uomini di Saint-Riquier. Due giorni dopo, a Crécy, poco distante dall'abbazia, si consumò una delle maggiori disfatte per l'esercito francese.
La peste nera del 1347 secondo la tradizione fece poche vittime in Ponthieu, ma la testimonianza dell'abate Pierre, al contrario, riferisce che un terzo della popolazione morì.

## Cronotassi degli abati
- 625-645 circa: Ricario di Centule (saint Riquier)
- 645-... : Ociald
- ...-720 : Cochin (o Coschin)
- 742-770: Gutmaire (san Gutmaire)
- 770-7?? : Aldéric (o Aldric)
- 7??-790? : Symphorien
- 790-814: Angilberto
- 814-831: Héric o Henri
- 831-837: Hélisacar
- 837-844: Ribold o Ribbodon (incerto)
- ? - 845: Nitardo (laico)
- 845-855: Luigi I (laico)
- 856-860: Rodolfo di Sens (laico)
- 860-864: Helgaud (laico, incerto)
- 864-870: Guelfo (laico)
- 870-877: Carlomanno
- 877-881: Guelfo II (incerto)
- ??? : Hérébert
- ??? : Cébert
- ??? : Hénévold (o Hénédolfe)
- ??? : Hugues
- ??? : Gérbert
- 920-940: Gérard
- 940-970: Foulques
- 981-1020: Ingélard
- 1020-1045: Angilramno
- 1045-1075: Gervin (san Gervin)
- 1075-1095: Gervin II

- 1097-1136: Anscher de La Ferté le Vieux
- 1136-1143: Jean
- 1143-1149 circa: Gelduin
- 1149 circa-1160: Pierre
- 1160-1170 circa: Gaudefroy
- 1170 circa-1176: Riquier II
- 1176-1184: Laurent
- 1184-dopo il 1186: Ursé
- prima del 1191-1206: Riquier III
- 1207-1210: Gérold
- 1210: Mathieu
- 1210-1236: Hugues de Chevincourt
- 1237-1245: Gautier de Gaissart
- 1245-1248: Hervé
- 1248-1257: Gautier II de Gaissart
- 1257-1292: Giles de Machemont
- 1292-1296: Odon (o Eudes)
- 1297-1302: Eustache de Pollehoye
- 1303-1312: Jean II de Foucaucourt
- 1312-1343: Baudouin de Gaissart
- 1343-1361: Pierre II d'Allouenges
- 1361-1374: Philippe du Fossé
- 1374-1393: Hugues III de Roigny
- 1393-1410: Guichard de Salles
- 1410-1411: Jean III de Bouquetot
- 1411-1457: Hugues IV Caillerel
- 1457-1479: Pierre III Le Prêtre
- 1479-1511: Eustache II Le Quieux
- 1511-1538: Thibaud de Bayencourt

Abati commendatari
- 1538-1558: Claude Dodieu
- 1558-1571: Charles de Humières
- 1571-1577: Vacante
- 1577-1588: Benoît Rimbault
- 1588-1628: Gaspard de Fontaines
- 1628-1643: cardinale Armand-Jean du Plessis de Richelieu
- 1643-1695: Charles d'Aligre
- 1695-1708: Daniel-Joseph de Cosnac de Linoire
- 1708-1710: Léon Molé de Champlâtreux
- 1710-1745: Charles-François de Chateauneuf de Rochebonne
- 1745-1789: Guillaume-Marie Turpin de Crissé de Sanzay
- 1789-1790 : Alexandre-Joseph-Marie-Alexis de Bruyère de Chalabre